# GMC Software AG
GMC Software AG es un proveedor de software para la gestión de la comunicación con el cliente (o CCM por sus siglas en inglés: Customer communications management). Con su sede en Appenzell, Suiza, la compañía tiene unos 500 empleados con oficinas en Asia, Europa, Latinoamérica, y América del Norte. Su centro de I+D situado en la ciudad checa de Hradec Králové, cuenta con aproximadamente 200 ingenieros de software, desarrolladores y asesores. En 2012 GMC software fue adquirido por Neopost.

## Historia
En 1986, Hein Göltenboth y Max Matti fundaron una compañía a la que se llamó GMC (Göltenboth Matti Company) centrando en la distribución de impresoras digitales de gran velocidad como Nipson, modificados para cubrir el mercado de los cheques. La compañía en aquel tiempo era también una proveedora de servicios de integración de hardware para la industria de impresión, más tarde desarrollaron un software de código de barras que era capaz de comunicarse con las impresoras.
En 1993, el Dr. René Müller reorientó la compañía en desarrollo de software para impresión de dato variable e impresión personalizada para el mercado de impresión digital, y fue rebautizada como GMC Tecnología de Software AG. En 1998, la compañía abrió sus instalaciones de I+D en la ciudad checa de Hradec Králové.
En 2003, se cerró un acuerdo de distribución OEM con Océ.
En 2004, la organización obtuvo un nivel de 3.9σ en SixSigma por mejora de proceso y metodología de administración de la calidad.
En 2006, la compañía consiguió en la certificación mundial ISO 9001:2000 como parte de una iniciativa de calidad total dentro de las instalaciones de desarrollo de software de la compañía
En 2011, el equipo de desarrollo consiguió dos designaciones de procesos estándar: Carnegie Mellon CMMI (Integración de Modelo de Madurez de Capacidad), Nivel 3 de metodología e ISO/IEC 27001:2005 (sistema de administración de seguridad de información) certificaciones. Las auditorías estuvieron conducidas por el Kugler-Maag CIE (SEI compañía certificada) y Det Norske Veritas respectivamente
También en 2011, GMC software fue otorgado Socio Empresarial Premium de IBM y en 2012 logró la validación Banking Industry Framework de IBM
2012 era el año en que el proveedor de soluciones Neopost S.A. adquirió GMC Software AG. Neopost S.A. está listada en la Financial Times Stock Exchange 100 Index y el Euronext París

## Patentes
Generación de documentos electrónicos interactivos US20140237349A1 (Aplicación de EE. UU. vía Google Scholar)
Método y dispositivo para generación de objetos visuales bidimensionales US20110225507A1 (Aplicación de EE. UU. vía Google Scholar)

## Otras lecturas
- Neopost: 2013: Acceleration de la Transformation du Groupe